# Karthalaglasögonfågel
Karthalaglasögonfågel (Zosterops mouroniensis) är en fågel i familjen glasögonfåglar inom ordningen tättingar.

## Utseende och läten
Karthalaglasögonfågeln är en medelstor (13 cm) sångarliknande fågeln. Ovansidan är matt olivbrun med en smal vit ring runt ögat. Undersidan är gulgrön, mer bjärt färgad på strupe och undergump. Fågeln är ljudlig, med upprepade sträva och kvittrande kontaktläten typiska för glasögonfåglar.

## Utbredning och systematik
Fågeln förekommer enbart på bergshed på berget Karthala på ön Grande Comore i Komorerna.. Den behandlas som monotypisk, det vill säga att den inte delas in i några underarter.

## Status och hot
Denna fågelart har ett mycket begränsat utbredningsområde på toppen av en aktiv vulkan. Den tros ha minskat i antal sedan 1985 på grund av vulkanisk aktivitet. Dess levnadsmiljö förväntas dock återställas i framtiden. Internationella naturvårdsunionen IUCN listar den som sårbar. Världspopulationen uppskattas till mellan 1500 och 7000 vuxna individer.

## Namn
Fågelns vetenskapliga artnamn syftar på staden Moroni på Grande Comore, huvudstad i Komorerna.